# Tabatinga flygplats
Tabatinga International Airport (franska: Aéroport international de Tabatinga) är en flygplats i Brasilien.   Den ligger i kommunen Tabatinga och delstaten Amazonas, i den västra delen av landet, 2 700 km nordväst om huvudstaden Brasília. Tabatinga International Airport ligger 85 meter över havet.
Terrängen runt Tabatinga International Airport är platt. Närmaste större samhälle är Tabatinga, 2,7 km norr om Tabatinga International Airport.
Trakten runt Tabatinga International Airport består huvudsakligen av våtmarker. Runt Tabatinga International Airport är det mycket glesbefolkat, med 3 invånare per kvadratkilometer.